# Jean Majérus
Jean Michel Majerus (19 de fevereiro de 1891 — 24 de novembro de 1961) foi um ciclista luxemburguês.
Participou nos Jogos Olímpicos de 1920, realizados em Antuérpia, Bélgica, onde competiu na prova de velocidade e 50 km do ciclismo de pista.